# Flore (film)
Pour plus de détails, voir Fiche technique et Distribution.
Flore est un documentaire français de Jean-Albert Lièvre, sorti en 2014.
Il reçoit la même année le Prix du Meilleur Documentaire au Festival du film français de Los Angeles.

## Synopsis
Depuis 2005, la mère du cinéaste Jean-Albert Lièvre, Flore, est atteinte de la maladie d'Alzheimer. De cliniques en centres spécialisés, son état dépérit. Sa famille décide alors de l'installer dans leur villa en Corse pour lui prodiguer une thérapie alternative…

## Fiche technique
- Titre : Flore
- Réalisation et production : Jean-Albert Lièvre
- Montage : Cécile Husson
- Son : Emmanuel Croset, Alexandre Hernandez
- Musique : Éric Mouquet
- Société de production : WLP, Mandarin Cinéma (co-production)
- Durée : 92 minutes
- Dates de sortie : 24 septembre 2014

## Distinctions
2014 : Prix du Meilleur Documentaire, COLCOA, Los Angeles

## Accueil critique
- Selon Télérama : « Prendre le maquis quand tout semble perdu, dans un cadre choisi, avec aides à domicile, n'est pas à la portée de toutes les bourses. En ce sens, cet auto-documentaire peut agacer… Néanmoins, on plonge dans cette histoire d'amour et de patience d'un fils pour sa mère comme dans un thriller émotionnel »[2].
- Selon Le Figaro : « En filigrane, Jean-Albert Lièvre critique le mode de fonctionnement des institutions et s'interroge sur le bien-fondé des prescriptions médicales. Mais les médecins ont salué son film récompensé par le prix du meilleur documentaire au Festival du film français à Los Angeles. Émouvant, il permet d'ouvrir le débat et donne des raisons d'espérer »[3].

## Après le film
Flore Lièvre, née Begouen Demeaux, est décédée le 7 avril 2015 à Lumio dans sa quatre-vingtième année et repose au pied des montagnes corses face à la baie de Calvi[réf. nécessaire].